# Behinderten- und Rehabilitationssportverband Nordrhein-Westfalen

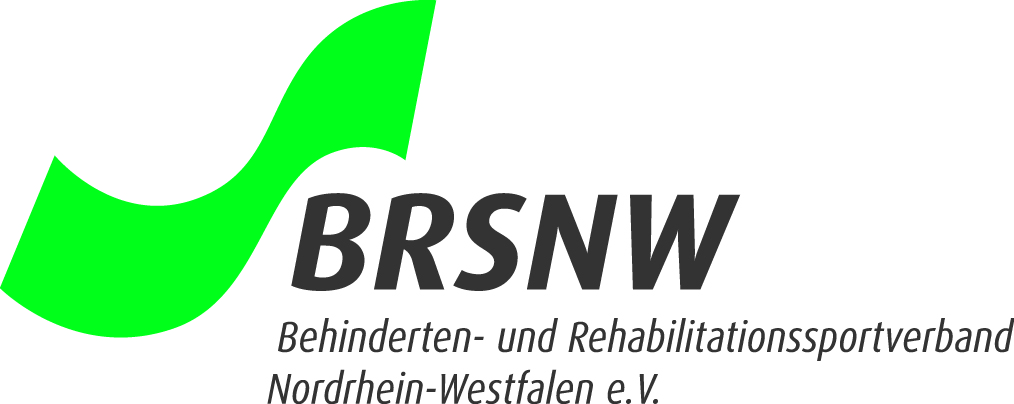
Logo des Behinderten- und Rehabilitationssportverbandes Nordrhein-Westfalen

Der Behinderten- und Rehabilitationssportverband Nordrhein-Westfalen e. V. (BRSNW) ist der größte Landesverband im Deutschen Behindertensportverband e. V. (DBS) und ordentlicher Fachverband für den Sport von Menschen mit Behinderung im Landessportbund NRW.
Der BRSNW, damals Arbeitsgemeinschaft Versehrtensport Nordrhein-Westfalen (AVNRW), wurde am 10. März 1953 in Düsseldorf gegründet. Der BRSNW ist ein eingetragener, gemeinnütziger Verein, dessen Geschäftsstelle ihren Sitz in Duisburg hat.

## Geschichte
Bereits im Ersten Weltkrieg und auch schon davor wurden auf Initiative von Medizinern Leibesübungen für Menschen mit Behinderung, damals im allgemeinen Sprachgebrauch noch als „Versehrte“ bezeichnet, eingeführt. Die körperliche Aktivität diente der Verbesserung der physischen und psychischen Situation der Patienten, die zum überwiegenden Teil an Kriegsverletzungen litten. Schnell fanden neben funktionellen Übungen auch Spiel und Sport Eingang in die Behandlung der Kriegsversehrten. So wurden neben den etablierten Sportarten, etwa Leichtathletik, Schwimmen und Turnen, neue Spiel- und Sportarten entwickelt bzw. bestehende so modifiziert, dass Menschen mit Behinderung diese ausüben konnten. Beispiele sind Sitzball, Torball für Menschen mit einer Blindheit und Menschen mit einer Sehbehinderung, später Rollstuhlbasketball.
Die Gründung der Arbeitsgemeinschaft Versehrtensport Nordrhein-Westfalen (AVNRW, die Vorläuferorganisation des BRSNW) war am 10. März 1953 durch 14 Versehrtensportgemeinschaften (VSG) mit ca. 300 Mitgliedern. Das erste bundesoffene Versehrtensportfest der AVNRW fand in Hohenlimburg mit 600 Teilnehmenden statt.
1954 wurde in Gelsenkirchen das erste bundesoffene Sitzballturnier gespielt. 1956 wurden in Zusammenarbeit mit der Sporthochschule Köln nach einem ersten Lehrgang 1955 weitere Übungsleitungsausbildungen durchgeführt. Das erste Sportfest für Frauen mit Behinderung in Köln zeigte bereits einen Trend an: die Öffnung des „Versehrtensports“ für Menschen, die nicht kriegsversehrt sind.
Im Januar 1957 erschien die erste Ausgabe der Monatszeitschrift „Frohe Gemeinschaft“ als Nachfolger des Mitteilungsblattes der AVNW. Die Zeitschrift Frohe Gemeinschaft war der Vorläufer der späteren und mittlerweile eingestellten Monats-Zeitschrift „aktiv dabei“.
1959 integrierte die VSG Remscheid die erste Kinder- und Jugendgruppe. Die 100. Versehrtensportgemeinschaft in Nordrhein-Westfalen wurde am 22. März 1959 gegründet, es ist die VSG Landkreis Euskirchen.
1963 feierte die AVNRW ihr 10-jähriges Bestehen mit einem großen Sportfest in der Sporthochschule Köln. 3.000 Teilnehmer aus 149 Vereinen maßen sich in Leichtathletik, Sitz-, Prell-, Faustball, Fußballtennis und im Geschicklichkeitsdreikampf für Frauen. Für Kinder und Jugendliche gab es Gymnastik, Spiele und Tauziehen.
1966 veranlasste der VSNW, durch eine große Anzahl von Kindern mit Dysmelien („Contergankinder“), verstärkt an der Einbindung der Betroffenen in Kinder- und Jugendgruppen zu arbeiten. Zielsetzung des Verbandes beim Start in die 70er Jahre war die Hinführung Menschen von Zivilbeschädigung zum Sport. Besonderes Augenmerk galt wiederum den Kindern und Jugendlichen, wobei jede VSG eine Kindergruppe einrichten sollte. 1973 wurde in Langewiese das Ski- und Sportheim feierlich eröffnet.
1978 feierte der VSNW sein 25-jähriges Bestehen. Auf dem Verbandstag im März wurde der Verband umbenannt und trug fortan den Namen „Behinderten-Sportverband Nordrhein-Westfalen. e. V.“ (BSNW). Die Jugendarbeit sollte 1983 verbessert werden. Innenmoser von der Sporthochschule in Köln erstellte für den BSNW ein umfangreiches Konzept. Die grüne „BSNW-Welle“ als neues Verbandslogo wurde vorgestellt. 1985 fand in der Düsseldorfer Messe erstmals das vom BSNW organisierte Sportcenter statt.
1990 wurden Leistungsstützpunkte als regionale Fördermaßnahme für den Leistungssport gegründet. Die Bildung von Leistungskadern wird vom Land NRW gefördert. 1993 wurde das Organisationszentrum für den Behindertensport in Duisburg-Wedau fertiggestellt. BSNW und DBS bezogen ihre neuen Geschäftsstellen. Das erste Buch der BSNW-Schriftenreihe „Spiel und Sport für Alle“ von Uwe Rheker erschien. 1995 wurde das Modellprojekt „Breitensport mit behinderten Mädchen und Frauen“ des BSNW und der Landesregierung NRW ins Leben gerufen. 1998 ging das Seniorensportprojekt unter dem Motto „Mobil bleiben, aktiv sein“ in die Umsetzungsphase. Ein landesweiter Aktionstag im Oktober erhielt von 600 Teilnehmenden eine überwältigend positive Resonanz.
2000 gab es die erste Fortbildung für Übungsleiterinnen zum Thema „Selbstbehauptung/Selbstverteidigung von Mädchen und Frauen mit Behinderung“ im Rahmen des gemeinsamen Projektes von Landesregierung und BSNW. 2001 startete der Westdeutsche Rundfunk die Aktion „Kleines Geld aus aller Welt“. Der Erlös kam dem Behindertensport in NRW zugute. Auf dem 13. Ordentlichen Verbandstag des BSNW am 15. Juni 2002 in Münster fand ein Führungswechsel statt. Theo Zühlsdorf stellte sich nach acht Jahren nicht mehr zur Wahl als Vorsitzender im Land. Sein Nachfolger wurde Reinhard Schneider. Bei der Premiere der Veranstaltung „Jugend trainiert für Paralympics“ am 30.10. in Düsseldorf konnte der Ehrenvorsitzende des BSNW 300 Kinder willkommen heißen.
2006 wurde die Fußballweltmeisterschaft der Menschen mit Behinderung mit Schwerpunkt in NRW ausgetragen. Eröffnungsspiel war am 29. August 2006 in Duisburg, Endspiel am 16. September 2006 in Leverkusen. 2010 wurde die Kinder- und Jugendarbeit forciert und die Abteilung im BSNW durch Bildung eines Kompetenzteams unterstützt. Bei der vom BSNW in Bottrop ausgerichteten IDM-Leichtathletik fielen sechs Weltrekorde. Der BSNW führte 2012 drei Inklusionsprojekte durch. U. a. segelte ein gecharterter Großsegler mit Jugendlichen mit und ohne Behinderung nach London zu den Spielen.
2013 feierte der BSNW sein 60-jähriges Bestehen. Inklusion im und durch Sport sind das beherrschende Thema in der Arbeit des Verbandes und seiner Vereine. Dies zeigt sich u. a. in den Bewerbungen zum Wettbewerb „Der Behinderten-Sportverein des Jahres“, der gemeinsam mit der Landesregierung durchgeführt wird.
Die Projekte Sport für Menschen mit Demenz und Inklusion im und durch Sport kamen 2014 in Schwung. Das „Buddy-Sportabzeichen“ fand Nachahmung in anderen Verbänden. Den sportpolitischen Entwicklungen im Land wurde Rechnung getragen und auf dem Verbandstag am 27. September benannte sich der Verband in „Behinderten- und Rehabilitationssportverband Nordrhein-Westfalen e. V.“ (BRSNW) um.
Das Redaktionsteam des Mädchenkalenders Kalendrina erhielt 2016 den NRW-Sonderpreis für Mädchen und Frauen im Sport. Auch das NRW-Modellprojekt „Sport für Menschen mit Demenz“ wurde ausgezeichnet mit der Kurt-Alphons-Jochheim-Medaille der Deutschen Vereinigung für Rehabilitation (DVfR). Der BRSNW verstärkte die Zusammenarbeit mit den KidsClubs von diversen Fußball-Bundesliga-Clubs in NRW mit Aktionen für Kinder. Höhepunkt des Sportjahres waren die Paralympischen Spiele in Rio de Janeiro, an denen 37 Athleten aus NRW teilnahmen.

## Struktur und Mitglieder des BRSNW

### Verbandstag
Der Verbandstag ist das höchste Organ des BRSNW. Die dort gefassten Beschlüsse sind für alle Gremien, Organe und alle Mitglieder bindend. Stimmberechtigte Mitglieder des Verbandstages sind 200 Delegierte der Bezirke, der Sprecher der Konferenz der außerordentlichen Mitglieder, die Mitglieder des Hauptvorstandes, so wie die Ehrenmitglieder. Jedes Mitglied des Verbandstages hat eine Stimme. Jeder Delegierte aus den Bezirken kann bis zu drei Stimmen wahrnehmen.
Die Zahl der Delegierten aus den Bezirken wird bestimmt durch das Verhältnis der Mitgliederzahl der ordentlichen Mitglieder des BRSNW des jeweiligen Bezirkes. Maßgebend dafür ist die Mitgliederanzahl der Mitglieder am 01.01 des Kalenderjahres, in dem der Verbandstag stattfindet. Die Zahl der Delegierten wird den Vorsitzenden der Bezirke bis zum 31.01. des Jahres mitgeteilt.
Der Verbandstag beschließt über alle Angelegenheiten des Verbandes, soweit Aufgaben nicht anderen Organen durch die Satzung übertragen sind, insbesondere über
- Entgegennahme des Geschäfts- und Finanzberichts für die Jahre seit dem letzten Verbandstag,
- Wahl des Vorsitzenden, Wahl der beiden stellv. Vorsitzenden,
- Wahl des Koordinators Sportentwicklung,
- Wahl des Koordinators Qualifizierung,
- Bestätigung des Vorsitzenden der KiJu BRSNW,
- Wahl der Revisoren, Ersatzrevisoren,
- Wahl von Ehrenvorsitzenden und Ehrenmitgliedern,
- Satzungsänderungen,
- Auflösung des Verbandes.[4]

Der Verbandstag kann auch über Aufgaben beraten und beschließen, die anderen Organen des Verbandes übertragen sind.
Der ordentliche Verbandstag findet alle vier Jahre statt.

### Hauptvorstand
Der Hauptvorstand besteht aus den
- Mitgliedern des Vorstandes,
- dem Vorsitzenden der KiJu BRSNW nach Bestätigung des Verbandstages,
- dem Koordinator Sportentwicklung,
- dem Koordinator Qualifizierung
- den Ehrenvorsitzenden und
- den Vorsitzenden der Bezirke[4]

Der Hauptvorstand beschließt über
- Grundsatzfragen des Verbandes,
- die Planung bedeutender organisatorischer und finanzieller Maßnahmen, den Nachtragshaushalt und der Feststellung des Jahresabschlusses des abgelaufenen Kalenderjahres,
- die Berechnungsgrundlage, Höhe und Fälligkeit der Beiträge der ordentlichen Mitglieder,
- die unentschiedenen Beschwerden zwischen Mitgliedern des BRSNW und dem Vorstand,
- Widerspruch eines Mitgliedes des BRSNW gegen dessen Ausschluss oder die Streichung aus der Mitgliederliste,
- die Einberufung eines außerordentlichen Verbandstages.[4]

Darüber hinaus hat der Hauptvorstand folgende Aufgaben:
- Ersatzwahlen bei vorzeitigem Ausscheiden von Mitgliedern des Vorstandes, des Hauptvorstandes, oder von Revisoren,
- Entgegennahme der Geschäfts- und Finanzberichte des Vorstandes und der Berichte der Revisoren nach Ablauf eines Geschäftsjahres, und Entlastung des Vorstands, Zustimmung zur Jugendordnung, zur Finanzordnung, zur Sportordnung, Rechtsordnung, Ehrenordnung und zur Anti-Doping-Ordnung sowie zum Ethik-Code und den Verhaltensrichtlinien „Gute Verbandsführung im BRSNW“,
- Bestellung und Abberufung des hauptberuflichen Geschäftsführers und des stellv. hauptberuflichen Geschäftsführers als Mitglieder des Vorstandes,
- Bestellung eines Anti-Doping-Beauftragten auf Vorschlag des Vorstands für die Zeit bis zum nächsten Verbandstag,
- Bestellung eines Landessportarztes auf Vorschlag des Vorstands für die Zeit bis zum nächsten Verbandstag,
- Beschlussfassung über die Delegierten für den Verbandstag des Deutschen Behindertensportverbandes und der Mitgliederversammlung des Landessportbundes Nordrhein-Westfalen.[4]

### Der Vorstand
Der Vorstand besteht aus
- Dem Vorsitzenden,
- zwei stellvertretenden Vorsitzenden,
- dem hauptberuflichen Geschäftsführer
- dem hauptberuflichen stellv. Geschäftsführer.

Der Vorstand erfüllt seine Aufgaben nach den Bestimmungen der Satzung, der Ordnungen und nach Maßgabe der vom Verbandstag sowie vom Hauptvorstand gefassten Beschlüsse. Der Vorstand ist die Geschäftsführung des Verbandes und vertritt den Verband gerichtlich und außergerichtlich nach § 26 BGB.

#### Bisherige Vorsitzende
- 1953–1956: Harald W. Stubenhöfer
- 1956–1982: Eberhard Rosslenbroich
- 1982–1994: Heinz Haep
- 1994–2002: Theodor Zühlsdorf
- seit 2002: Reinhard Schneider

## Mitgliederentwicklung im BRSNW
Der BRSNW ist der größte Landesverband im Deutschen Behindertensportverband. Etwa ein Drittel aller Sportler mit Behinderung in Deutschland ist in den Vereinen des BRSNW organisiert.
| Jahr | Vereine | Sporttreibende |
| ---- | ------- | -------------- |
| 1953 | 14      | 300            |
| 1963 | 185     | 11000          |
| 1973 | 275     | 23000          |
| 1983 | 327     | 34500          |
| 1993 | 585     | 71500          |
| 2003 | 800     | 115000         |
| 2011 | 1450    | 214479         |
| 2016 | 1600    | 250000         |
| 2021 | 1300    | 220000         |

## Aufgaben und Ziele
Der Zweck des BRSNW ist die Förderung des Sports. Im Mittelpunkt steht die Förderung der Teilhabe von Menschen mit Behinderung am Sport, um zur Erreichung und Sicherung der Rehabilitation beizutragen.
Der Satzungszweck wird verwirklicht insbesondere durch die Unterstützung oder Realisierung von Maßnahmen, die geeignet sind, den Sport zur Erhaltung und Wiedergewinnung der Gesundheit und der körperlichen Leistungsfähigkeit sowie zur Stärkung der Eigeninitiative, der Selbstständigkeit und der sozialen Integration von Menschen mit Behinderung zu fördern und einzusetzen, nämlich zum Beispiel:
- die Unterstützung und Beratung zur Gründung von Behinderten- und Rehabilitationssportvereinen und Behinderten- und Rehabilitationssportabteilungen in Sportvereinen auf Ortsebene, um ein flächendeckendes Angebot zu erreichen,
- die Förderung und Beratung der Mitglieder des BRSNW,
- die Entwicklung, Förderung und Durchführung von inklusiven und behinderungsspezifischen Bewegungs-, Spiel- und Sportangeboten,
- die Durchführung oder Unterstützung von Sportveranstaltungen auf Landes- und Bundes- oder internationaler Ebene,
- die Durchführung von Aus-, Fort- und Weiterbildungsangeboten,
- die Anerkennung von Leistungserbringern zur Berechtigung, Sport nach Maßgabe gesetzlicher Bestimmungen oder Vereinbarungen (Verträge) im Auftrag von Rehabilitationsträgern durchzuführen.
- den Erlass von Richtlinien für die Durchführung des Sports von Menschen mit Behinderung,
- die Unterstützung bei der Entwicklung einer nachhaltigen Sportinfrastruktur,
- die Veröffentlichung von Verbandsinformationen durch entsprechende Medien sowie geeigneter Fachliteratur,
- die Zusammenarbeit mit anderen Verbänden und Organisationen innerhalb und außerhalb der Strukturen des organisierten Sports.[4]

## Angebotene Sportarten
- Bogensport
- Fußball
- Goalball
- Judo ID
- Para-Badminton
- Para-Eishockey
- Para-Kanu
- Para-Leichtathletik
- Para-Schwimmen
- Para-Tischtennis
- Rollstuhlbasketball
- Rollstuhlrugby
- Segeln
- Sitzvolleyball
- Sportschießen
- Tanzen
- Torball
- Wintersport

Spiele im BRSNW
- Boccia
- Bosseln
- Faustball
- Flugball
- Fußballtennis
- Kegeln
- Prellball
- Showdown
- Sitzball[5]

## Rehabilitationssport
Der Rehabilitationssport, auf der Rechtsgrundlage des Sozialgesetzbuches IX, wird ärztlich verordnet und in den Vereinsgruppen der Mitgliedsvereine ausgeführt. Unter ärztlicher Betreuung und Anleitung durch speziell ausgebildete Übungsleiter werden Ausdauer, Koordination, Flexibilität und Kraft mit sportlichen Mitteln und Spielen gefördert. Der Austausch mit Anderen und das Erleben der Gemeinschaft unterstützen und fördern den Rehabilitationsprozess. Rehabilitationssport stärkt die Eigenverantwortung für die Gesundheit, schafft Selbstvertrauen und hilft damit auch, psychosoziale Krankheitsfolgen besser zu bewältigen. Zur Sicherung der Nachhaltigkeit wird das Prinzip des lebenslangen Sporttreibens in den Vereinen angestrebt.

## Präventionssport
Der Sport in der Prävention wird als Mittel im Rahmen einer umfassenden vorbeugenden und gesundheitsfördernden Maßnahme zum Schutz vor dem Eintritt und der Verschlimmerung einer Behinderung oder chronischen Erkrankung eingesetzt. Im Fokus des Präventionssports von Menschen mit Behinderung stehen die Stärkung der Gesundheit, die Erhaltung der Mobilität sowie die Verhinderung eines wiederholten oder neuen Auftretens von Erkrankungen. Hierbei wirkt der Sport ganzheitlich und unterstützt somit die Teilhabe von Menschen mit Behinderung am Leben in der Gesellschaft.

## Breitensport
Der Breitensport von Menschen mit Behinderung zielt auf Spaß an der Bewegung, Spiel und Sport sowie auf Begegnungen und Gemeinschaftserlebnisse in den Vereinen ab. Die sportlichen Aktivitäten erhalten und stärken die individuelle Leistungsfähigkeit.  Neben den gesundheitsfördernden Aspekten des Sports stehen auch psychosoziale Wirkungen im Fokus des Breitensports. Die Stärkung des Selbstbewusstseins und die sozialen Kontakte wirken dabei positiv auf die Integration und Inklusion von Menschen mit Behinderung. Neben den traditionellen Sportarten werden auch Fun- und Trendsportarten im Rahmen von Spiel- und Sportfesten sowie das Deutsche Sportabzeichen von Menschen mit Behinderung angeboten. Der Breitensport knüpft im Sinne eines lebensbegleitenden Sporttreibens an den Rehabilitationssport an, kann aber auch ein Sprungbrett zum Leistungssport darstellen.

## Leistungssport
Sport wird zum Leistungssport, wenn der Fokus auf den sportlichen Erfolg im Wettkampf gerichtet wird. Damit verbunden ist ein deutlich höherer Zeitaufwand für Training und trainingsbegleitende Maßnahmen. Die Vielfalt der Handicaps erfordert eine Einteilung in Startklassen, damit Chancengleichheit und fairer Wettbewerb gewährleistet sind. Qualifizierte Trainings- und Wettkampfbetreuung, optimale Rahmenbedingungen und der Einsatz für einen doping- und manipulationsfreien Sport bilden die Grundlage für einen humanen Leistungssport. Unter dem Dach des DBS/NPC sind eine Vielzahl von Sportarten und Disziplinen vereint, die es Spitzensportlern ermöglichen, ihre Leistungen bei nationalen Meisterschaften bis hin zu den Paralympics zu zeigen.

## Qualifizierung
Schwerpunkt unserer Bildungsarbeit ist die Qualifizierung von Übungsleitern in Aus-, Fort- und Weiterbildungslehrgängen sowie Qualitätszirkeltagen. Das Qualifizierungssystem ist modular aufgebaut: Vielfältige Ausbildungsblöcke und -profile führen zu spezifischen Abschlüssen und Lizenzen. Der BRSNW bietet unterschiedlichen Zielgruppen bedarfsgerechte Qualifizierung – Laien ebenso wie Vorqualifizierten. Die angebotenen Aus-, Fort- und Weiterbildungen zu den DOSB Lizenzen „Übungsleiter B Sport in der Rehabilitation“, „Übungsleiter C Breitensport-Behindertensport“ werden vom BRSNW nach den „Rahmenrichtlinien für Qualifizierung im Bereich des Deutschen Olympischen Sportbundes (DOSB)“ und den „Richtlinien zur Ausbildung im DBS“ als durchführende Stelle durchgeführt.  Knapp 10.000 lizenzierte Übungsleiter, Trainer sowie zahlreiche ehrenamtliche Helfern und Ärzten bilden eine unverzichtbare Stütze des Verbandes. Sport in der Prävention und im Prozess der Rehabilitation haben eine große Bedeutung für das Gesundheitswesen und insbesondere die Lebensqualität von Menschen mit Behinderung.

## Die Kinder- und Jugendorganisation des BRSNW – KiJu
Die Sportjugend des BRSNW (KiJu) ist die Jugendorganisation im Behinderten- und Rehabilitationssportverband NW (BRSNW). Sie vertritt alle jungen Menschen in den Mitgliedsorganisationen des Verbands bis zur Vollendung des 26. Lebensjahres. Die KiJu führt und verwaltet sich im Rahmen der Satzung des BRSNW eigenständig unter der Rechtsaufsicht des BRSNW Vorstands (§ 18 der Satzung). Somit ist sie für die Planung und Verwendung der ihr zugewiesenen Mittel zuständig. Des Weiteren unterliegt die KiJu als eine Untergliederung des BRSNW der Satzung und den Ordnungen des Gesamtverbands. Die Angebote der KiJu leiten sich grundsätzlich aus den Aufgabenbereichen der jeweiligen Organe ab.
Mitgliedsorganisationen werden bei der Gründung und Erweiterung von Kinder- und Jugendsportgruppen beraten, unterstützt und begleitet. Neben den klassischen Sportangeboten insbesondere im Breitensport, ist auch die Integration von Fun- und Trendsportarten ein Thema. Die Beratungsdienstleistungen richten sich vornehmlich an die inhaltliche Anpassung der neuartigen Angebote, sodass Kinder und Jugendliche inkludiert werden.
Die Jugendbildungsarbeit der KiJu sieht vor, zur Persönlichkeitsbildung beizutragen sowie soziale, psychische und physische Entwicklung zu fördern. Möglichkeiten des gesellschaftlichen Engagements werden vorgestellt und eine Beteiligung wird angeregt. Durch Begegnungen zwischen und Sportveranstaltungen mit Kindern und Jugendlichen mit und ohne Behinderung wird ein Beitrag zur Inklusion geleistet. Die KiJu berät, unterstützt und begleitet Mitgliedsorganisationen aber auch Schulen bei der Planung und Durchführung derartiger Maßnahmen. Hierbei versteht die KiJu sich als Schnittstelle zwischen den verschiedenen Akteuren der inklusiven sportbezogenen Bildungsarbeit. Angestrebt wird ein Ausbau des Netzwerkes zwischen Bildungseinrichtungen, Sportorganisationen und Sportlern.